# Victorian Jazz
『Victorian Jazz（ヴィクトリアン ジャズ）』は宝塚歌劇団のミュージカル作品。花組公演。形式名は「バウ・ミュージカル」。本公演は第1幕第10場、第2幕第9場。作・演出は田渕大輔。望海風斗の宝塚バウホール初主演公演。また、田渕大輔の宝塚バウホールデビュー作。

## 公演期間と公演場所
- 2012年11月15日 - 11月26日　宝塚バウホール

## スタッフ
- 作・演出：田渕大輔
- 作曲・編曲：斉藤恒芳
- 振付：御織ゆみ乃
- 振付：上島雪夫
- 装置：大橋泰弘
- 衣装：有村淳
- 照明：勝柴次朗
- 音響：大坪正仁
- 小道具デザイン協力：高橋岳蔵
- 小道具：加藤侑子
- 歌唱指導：楊淑美
- 映像コーディネート：日本パルス
- 映像デザイン：佐川明日香
- 演出助手：谷貴矢
- 舞台進行：荒金健二
- 舞台美術製作：株式会社宝塚舞台
- 録音演奏：宝塚ニューサウンズ
- 制作：斎藤雅央
- 制作：原田豊浩
- 制作・著作：宝塚歌劇団
- 主催：阪急電鉄株式会社

## 主な配役
- ナイジェル・カニンガム - 望海風斗

｢脱出王｣を自称する奇術師。インチキ降霊術を始めたため、様々な人物に翻弄されることに…。
- チャールズ・ワトキン　- 高翔みず希

女王が公務を果たさないことを理由に、王制廃止を訴える精力的な下院議員。裏に別の顔を持つ。
- ヴィクトリア女王 - 桜一花

大英帝国君主。夫であるアルバート公を亡くしたショックから、喪服を脱ごうとせず、引き籠りに。エドワード皇太子とは母子の確執がある。
- ジェンナー　- 彩城レア

心労のヴィクトリア女王を見守る侍医。
- セントクレア未亡人　- 梅咲衣舞

「英国心霊主義協会｣のスポンサー。ナイジェルをアイドルのように崇める。
- アーサー・コナン・ドイル - 鳳真由

｢英国心霊主義協会｣の顧問。ナイジェルのインチキ降霊術に深く傾倒する。開業医をする傍ら、趣味で探偵小説を執筆。後の｢シャーロック・ホームズ｣の生みの親。
- サラ・ウォルターズ　- 桜咲彩花

気鋭の女性記者。ナイジェルの降霊術がインチキであることをスクープ記事にしようと彼に纏わりつく。
- アリス・ケッペル - 仙名彩世

皇太子を翻弄する魅力的な女優。
- エドワード皇太子 (パーティー) - 柚香光

ヴィクトリア女王の長男。女優のアリス・ケッペルに入れ揚げ、女王の心労を更に悪化させる問題児。後のエドワード7世。
- エリー - 鞠花ゆめ
- 新聞売り - 日高大地
- ミドルトン - 神房佳希
- メイフィールド卿夫人 - 菜那くらら
- 警官 - 航琉ひびき
- 女官 - 桜帆ゆかり
- 女官 - 美花梨乃
- 女官 - 花奈澪
- 女官 - 新菜かほ
- リチャード - 和海しょう
- スコット・ブラウン - 羽立光来
- メイフィールド卿 - 冴華りおな